# Terrorismus in Peru (1980–2000)

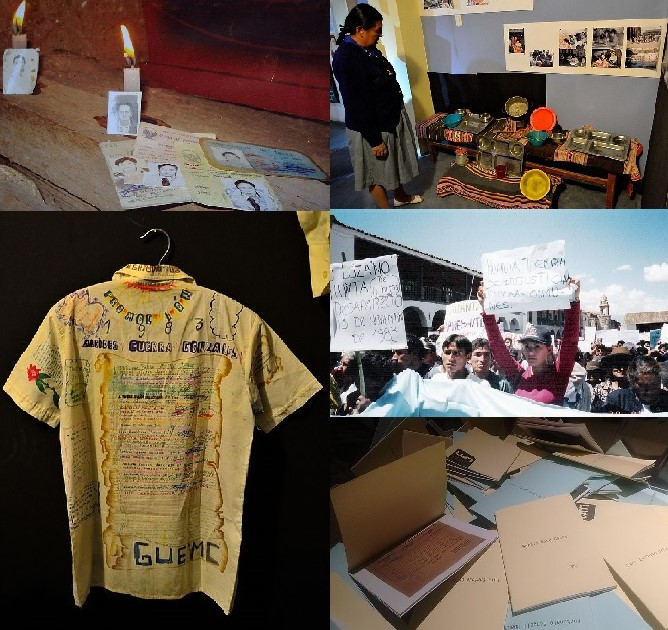
Habseligkeiten und Hinterbliebene von Opfern des bewaffneten Konflikts in Peru

Der Terrorismus in Peru hatte seine ersten Vorläufer bereits in den 1960er-Jahren, als kleinere linksrevolutionäre Gruppen, teils mit Unterstützung aus Kuba, versuchten, durch bewaffnete Aktionen Einfluss auf die politische Entwicklung zu nehmen. Der organisierte und landesweit eskalierende Terror begann jedoch am 17. Mai 1980, als die maoistische Organisation Sendero Luminoso („Leuchtender Pfad“) ein Wahllokal im Hochlanddorf Chuschi (Region Ayacucho) angriff. Ihr erklärtes Ziel war die gewaltsame Beseitigung des Staates und die Errichtung einer neuen Gesellschaftsordnung nach maoistisch-revolutionärem Muster. Die genaue Zielvorstellung blieb dabei jedoch diffus – fest steht, dass sich Abimael Guzmán, der Anführer der Bewegung, zu einer mystisch überhöhten Führungsfigur mit starkem Personenkult unter seinen Anhängern entwickelte. In den Folgejahren trat auch die Movimiento Revolucionario Túpac Amaru (MRTA) hinzu, die eine sozialistische Umgestaltung nach kubanischem Vorbild anstrebte.
Beide Gruppen wurden international, unter anderem von den Vereinigten Staaten, der Europäischen Union, Kanada und weiteren Staaten, als terroristische Organisationen eingestuft. Während die MRTA vorrangig auf symbolische Gewaltakte setzte, zeichnete sich Sendero Luminoso durch eine besonders brutale Strategie aus. Diese bestand in systematischem Terror gegen einfache Bauern, Zivilisten, lokale Autoritäten, Lehrer, Bauernführer und auch gegen politische Gegner innerhalb der Linken.
Ab Mitte der 1980er‑Jahre reagierte der Staat mit verstärktem militärischem und polizeilichem Einsatz, häufig ebenso begleitet von Menschenrechtsverletzungen. Unter Präsident Alberto Fujimori ab 1990 wurde eine umfassende Anti‑Terror‑Strategie umgesetzt, die auf mehreren Ebenen ansetzte: Der Staat intensivierte die nachrichtendienstlichen Aktivitäten von Polizei und Militär, förderte durch ein sogenanntes „Bereuungsgesetz“ den Ausstieg von Mitgliedern aus den Terrorgruppen und begann, die ländliche Bevölkerung aktiv in die Verteidigung einzubinden. Das Militär bewaffnete und schulte sogenannte Comités de Autodefensa – lokale Selbstverteidigungseinheiten, die mit den Streitkräften kooperierten. Dadurch trafen die Terroristen fortan nicht mehr auf schutzlose Dörfer, sondern auf organisierte, widerständige Gemeinden. Der vermeintliche Rückhalt in der Bevölkerung basierte in Wahrheit meist auf Zwang, Angst und Gewalt seitens der Terrorgruppen.
Ein entscheidender Wendepunkt war die Verhaftung von Abimael Guzmán am 12. September 1992 in Lima durch die polizeiliche Spezialeinheit GEIN (Grupo Especial de Inteligencia), nach monatelangen Ermittlungen und verdeckter Beobachtung. Die Terroraktivitäten von Sendero Luminoso hatten sich zu diesem Zeitpunkt bereits zunehmend in die Hauptstadt verlagert, wo die Organisation Fuß fassen und einen Regierungsumsturz einleiten wollte. Besonders betroffen waren die ärmeren Randzonen Limas sowie Universitäten, wo man gezielt versuchte, neue Mitglieder zu rekrutieren. Sowohl vor als auch nach Guzmáns Verhaftung wurden zahlreiche weitere Anführer der Organisation festgenommen, weshalb sowohl Sendero Luminoso als auch die MRTA innerhalb weniger Jahre ihre Führung, Koordinationsfähigkeit und operative Schlagkraft verloren.
Laut dem Abschlussbericht der Kommission für Wahrheit und Versöhnung (Comisión de la Verdad y Reconciliación, CVR) kamen zwischen 1980 und 2000 rund 70.000 Menschen ums Leben – darunter Zivilisten, Militär- und Polizeikräfte sowie Mitglieder der Terrorgruppen. Ein erheblicher Teil der Opfer gehörte indigenen Gruppen an, insbesondere den Quechua und Asháninka, die in abgelegenen ländlichen Regionen besonders stark betroffen waren.
Obwohl die MRTA ihre Aktivitäten nach 1997 einstellte und Sendero Luminoso weitgehend zerschlagen wurde, operieren bis heute Splittergruppen in abgelegenen Regionen wie dem VRAEM-Gebiet. Dort sind sie eng mit dem Drogenhandel verflochten und verüben gelegentlich Angriffe auf staatliche Sicherheitskräfte.

## Vorgeschichte
Peru hat eine Reihe demokratischer und autoritärer Regierungen erlebt. 1968 übernahm General Juan Velasco Alvarado die Macht und installierte eine reformistische Militärdiktatur. 1975 wurde General Francisco Morales Bermúdez sein Nachfolger und richtete einen Prozess des demokratischen Übergangs ein, insbesondere indem er 1980 Wahlen einsetzte. Während der Revolutionären Regierung der Bewaffneten Kräfte organisierte sich der Leuchtende Pfad als maoistische politische Gruppe an der Nationalen Universität San Cristóbal de Huamanga in der Region Ayacucho. Die Gruppe wurde von Abimael Guzmán, Philosophieprofessor an der Universität, geleitet. Seine Ideologie inspirierte sich direkt von der Kulturrevolution, an der er bei seinem Besuch in China teilnahm. Die Mitglieder des Leuchtenden Pfades gerieten mit den Mitgliedern anderer politischer Gruppen in Konflikt, sie riefen mit Graffiti zum bewaffneten Kampf gegen den peruanischen Staat auf.

## Beginn der Feindseligkeiten

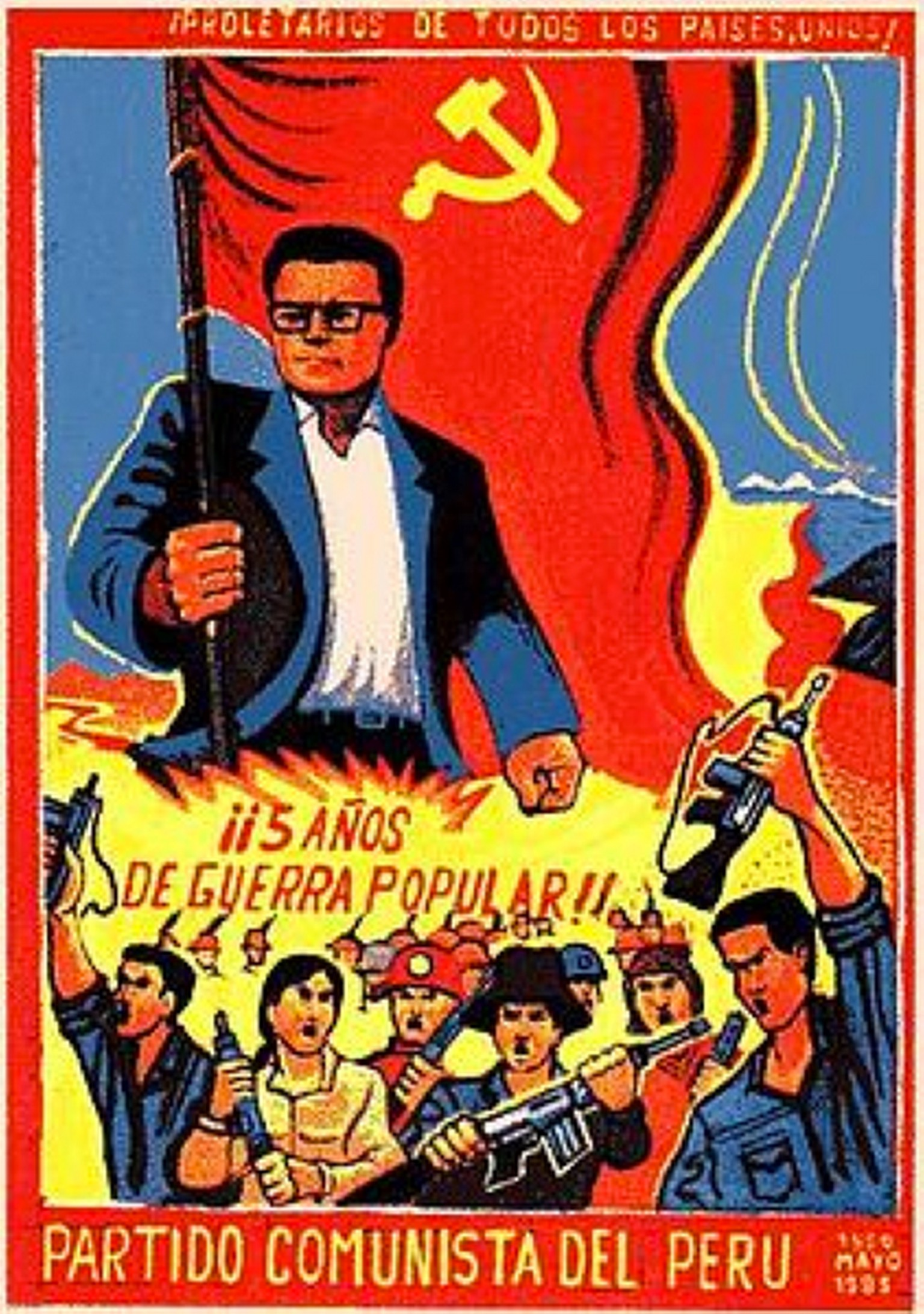
Sendero Luminoso feiert mit Abimael Guzmán „5 Jahre Volkskrieg“.

1980 rief die Militärregierung zum ersten Mal seit zwölf Jahren Wahlen aus. Der maoistische Leuchtende Pfad war damals eine der wenigen linksextremen Gruppen, die sich weigerten, am Wahlvorgang teilzunehmen, um stattdessen einen Guerillakrieg in den Höhen der Provinz Ayacucho zu beginnen. Am 17. Mai 1980, am Vortag der Wahlen, wurden Wahlurnen im Dorf Chuschi in der Provinz Ayacucho verbrannt. Diese Aktion war der erste Kriegsakt. Jedoch wurden die Urheber verhaftet und die verbrannten Wahlurnen wurden ersetzt. Die Wahlen liefen ohne größere Vorfälle ab; die Aktion bekam wenig Aufmerksamkeit seitens der peruanischen Presse.
Der Leuchtende Pfad führte seinen bewaffneten Kampf in der von Mao Zedong gelehrten Art. Seine Strategie bestand in der Erkämpfung von Guerillazonen, in denen seine Guerillas tätig sein konnten, indem sie die Regierungskräfte aus diesen Zonen vertrieben, um befreite Zonen zu schaffen, die dann als Basis für Operationen in anderen Regionen genutzt werden konnten, bis das ganze Land befreit wäre. Hierbei sollte der Kampf im Wesentlichen auf die ländlichen Regionen beschränkt sein, um nach und nach die Situation in den Städten zu destabilisieren. Am 3. Dezember 1982 bildete der Leuchtende Pfad mit dem Ejército guerrillero Popular offiziell seinen bewaffneten Arm.

## Ausrufung des Ausnahmezustands und „weiße“ Besatzungsmacht in indigenem Siedlungsgebiet
Nachdem der Leuchtende Pfad eine Polizeistation in Tambo in der Provinz La Mar in Ayacucho überfallen hatte, erklärte Präsident Fernando Belaúnde Terry am 12. Oktober 1981 den Ausnahmezustand in der Region Ayacucho und sandte 193 Polizisten nach Ayacucho, darunter 40 Sinchis, Angehörige einer von den Green Berets ausgebildeten Fallschirmjäger-Einheit. Im Gebiet der Provinzen Huanta und La Mar zwischen Huanta und San Francisco de Ravacayco am Río Apurímac wurde die Marineinfanterie der Peruanischen Kriegsmarine stationiert, von wo aus diese auch Flüge ins Regenwaldgebiet durchführte, wo der Koka-Anbau bekämpft wurde. Im Kampfgebiet waren gleichzeitig bis zu 250 von insgesamt etwa 2000 peruanischen Marineinfanteristen im Einsatz, also etwa ein Achtel. In jeder Provinzhauptstadt der Region Ayacucho und an weiteren strategischen Punkten wurden Armeeposten eingerichtet, wobei in der Region bis zu etwa 2000 von insgesamt etwa 90.000 peruanischen Soldaten der Kriegsmarine und des Heers im Einsatz waren. In den Provinzen Huanta und La Mar, die unter der Kontrolle der Marineinfanterie standen, starben in den folgenden Jahren vom Anteil her so viele Menschen eines gewaltsamen Todes wie nirgendwo anders in Peru.
Die Sinchis und die Marineinfanterie galten als die „weißesten“ und rassistischsten aller bewaffneten Formationen, denn so gut wie alle stammten von der Küste und sprachen nicht die Sprache der Landbevölkerung Ayacuchos, das Chanka-Quechua. Sendero Luminoso trat ohne Uniformen auf, und schnell verdächtigten die Costeños sämtliche indigenen Bauern, deren Kultur sie nicht kannten, des Terrorismus, denn sie konnten nicht erkennen, wer wirklich den Leuchtenden Pfad unterstützte. So war das Verhältnis der Sinchis zur Quechua-Bevölkerung von gegenseitigem Misstrauen geprägt, das sich nach den ersten Grausamkeiten gegen die Indigenen weiter verschärfte und viele Bauern zu Sympathisanten oder Kämpfern der Maoisten machte. Nach Feststellung der Kommission für Wahrheit und Versöhnung begingen die Sinchis besonders viele schwere Verletzungen der Menschenrechte. Auf Grund der begangenen Grausamkeiten im bewaffneten Konflikt wurden Polizei und Streitkräfte, gerade aber auch die als typische „Weiße“ wahrgenommenen Sinchis für die Quechua-Bauern zu einer Besatzungsmacht und grausamen Mördern ohne Mitgefühl.

## Die Militärchefs der Notstandszone in der Region Ayacucho, ihr QuartierLos Cabitosund dieCasa Rosada

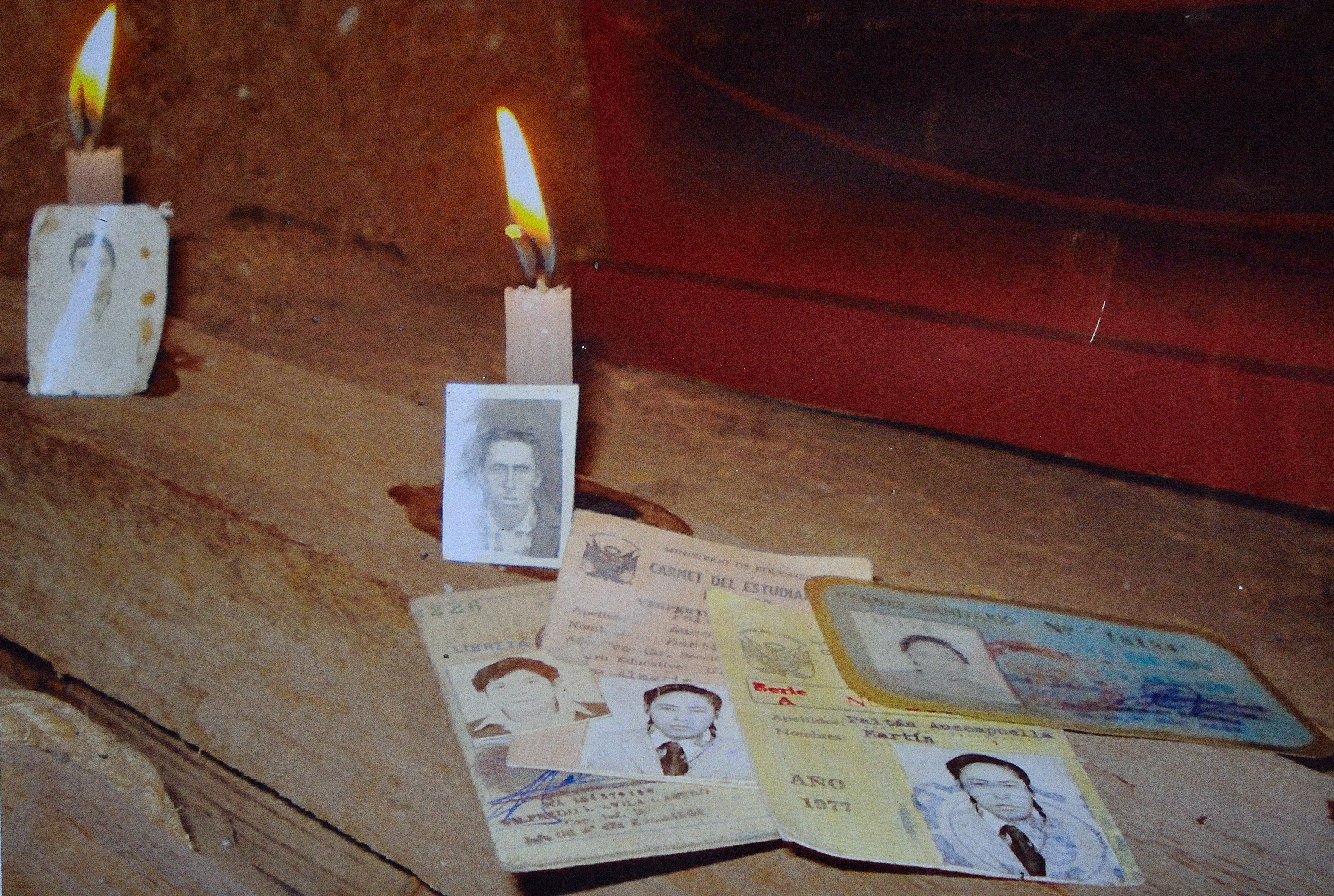
Personaldokumente „Verschwundener“ aus Ayacucho. Viele der später „Verschwundenen“ wurden zunächst nach Los Cabitos gebracht.

Das Militärkommando der Notstandszone mit einem ihm direkt unterstehenden Bataillon wurde im Quartier Nr. 51 (Cuartel N° 51) in Huamanga eingerichtet, das unter dem Namen Los Cabitos bekannt wurde. Am 31. Dezember 1982 wurde mit Wirkung vom 1. Januar 1983 der General des peruanischen Heeres Roberto Clemente Noel Moral zum Kommandeur der Notstandszone ernannt. Ihm folgte im Januar 1994 General Adrián Huamán Centeno nach, und dieser wurde im August 1994 durch Oberst Wilfredo Mori Orzo ersetzt, beide ebenfalls vom peruanischen Heer. Im Quartier Los Cabitos fanden ebenso wie im geheimen Militärgefängnis La Casa Rosada („Das rosenrote Haus“), ebenfalls in der Provinz Huamanga gelegen, schwere Menschenrechtsverletzungen statt. Die Kommission für Wahrheit und Versöhnung zählt 138 Fälle von Entführung, Folter, Mord und „Verschwindenlassen“ durch die Ordnungskräfte allein für 1983 und 1984 auf.
General Adrián Huamán Centeno forderte im August 1984 ökonomische Unterstützung für die Landbevölkerung, da man anders der terroristischen Bedrohung nicht Herr werden könne, und kritisierte offen die Regierung Belaúnde für die fehlende Hilfe in dieser Hinsicht. Unmittelbar darauf wurde General Huamán vom militärischen Oberkommando aus dem Amt entfernt und durch Oberst Mori ersetzt. Der Bischof von Ayacucho, Federico Richter Prada, verglich Huamán mit Inka Manku Qhapaq und lobte ihn dafür, dass er mit den Menschen in ihrer Muttersprache Quechua über ihre Probleme redete und deshalb von den Quechua-Bauern ernst genommen wurde. Andererseits kam es gerade in der Zeit des Kommandos von Huamán zu einem Höhepunkt der Gewalt durch Sendero Luminoso wie auch durch die Sicherheitskräfte.
Laut dem Politikwissenschaftler Enrique Obando Arbulú vom Centro Peruano de Estudios Internacionales förderte der bewaffnete Konflikt in Peru eine ideologische Entwicklung des peruanischen Militärs nach rechts, so dass zum Ende der Präsidentschaft Belaúndes die Velasquisten nur noch eine Minderheit in der zunehmend konservativen peruanischen Armee waren. Ein Ausdruck dessen war der Austausch des auf eine soziale Lösung setzenden Huamán durch Wilfredo Mori Orzo, der auf eine „rein militärische“ Lösung setzte. Belaúnde gab dem Militär im Kampf gegen Sendero Luminoso ein hohes Maß an Autonomie. Die Zivilgesellschaft wurde sowohl durch die Angriffe des Militärs als auch von Sendero Luminoso stark geschwächt. Wilfredo Mori wurde später wegen Verbrechen gegen die Menschlichkeit in Abwesenheit zu 25 Jahren Haft verurteilt. Nach Angaben der Menschenrechtsorganisation ONAMIAP („Nationale Organisation der indigenen Frauen der Anden und des Amazonasgebiets von Peru“, Organización Nacional de Mujeres Indígenas Andinas y Amazónicas del Perú) hält er sich 2021 unbehelligt in Peru auf.

## Massaker an der indigenen Zivilbevölkerung durch beide Konfliktparteien

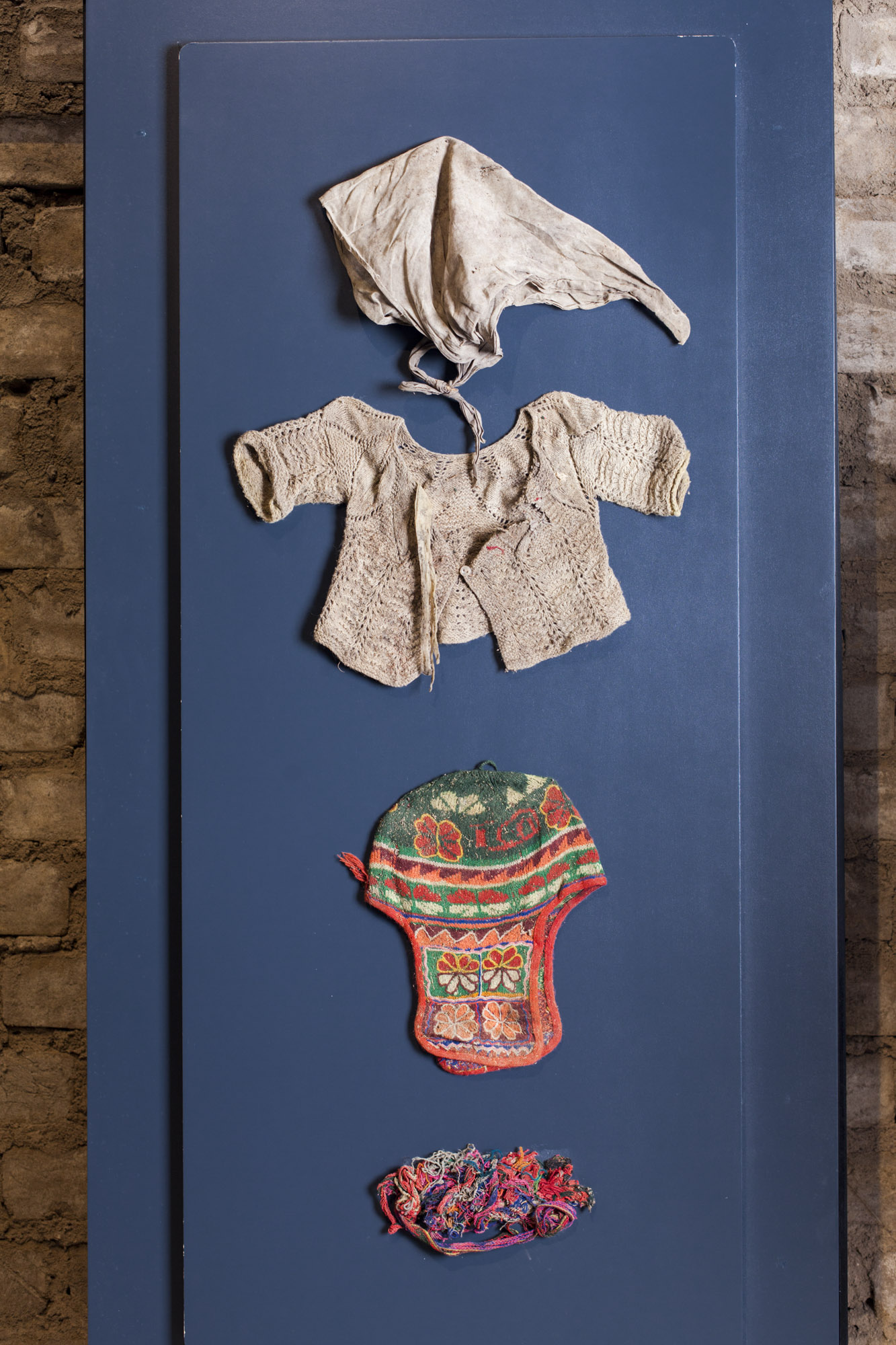
Exhumierte Kleider von Kindern aus Putis, die im Dezember 1984 von Soldaten des Heeres ermordet wurden

Der bewaffnete Konflikt in Peru unterschied sich von anderen Konflikten in Lateinamerika dadurch, dass beide Seiten – gerade auch der Leuchtende Pfad, der laut Wahrheitskommission als Guerilla durch seine außerordentliche Grausamkeit einen Sonderfall darstellt – besonders rücksichtslos und ohne jegliche Schonung des Lebens zahlreicher am Kampf Unbeteiligter vorgingen. Als Beispiele genannt werden können das von Sendero Luminoso begangene Massaker am 3. April 1983 an 69 Bauern in Lucanamarca, der auf Drängen der Sinchis von Bauern in Uchuraccay begangene Mord an acht Journalisten und zwei Begleitern und die in Reaktion darauf im Laufe des Jahres 1983 erfolgte Niedermetzelung von 135 Dorfbewohnern, darunter 57 Frauen, durch Sendero Luminoso, so dass Uchuraccay zu einer Wüstung wurde, oder auch das Blutbad durch Sinchis an 32 Männern, Frauen und Kindern in Socos in der Provinz Huamanga am 13. November 1983. Weitaus mehr Todesopfer als durch die vor allem anfangs wichtigen Sinchis wurden von regulären Truppen – außerhalb Ayacuchos aufgestellten Einheiten des Heers und der Marineinfanterie – verursacht. In der Provinz Huanta operierte die Marineinfanterie, in höheren Ortslagen aber vor allem Heereseinheiten. Letztere waren unter anderem verantwortlich für ein Massaker im Dorf Putis an 123 Frauen, Männern und Kindern aus den Ortschaften Cayramayo, Vizcatampata, Orccohuasi und Putis im Distrikt Santillana im Dezember 1984. Die Dorfbewohner wurden unter dem Vorwand nach Putis gebracht, sie würden vor Sendero Luminoso beschützt, und mit vorgehaltenen Waffen gezwungen, eine angebliche Baugrube (oder einen Fischteich) auszuheben. Nach Vergewaltigung der Frauen wurden diese und die anderen Festgenommenen erschossen und in die Grube geworfen. Auch Ende 2015 sollten die Täter noch nicht ermittelt und nur 28 der 92 exhumierten Skelette identifiziert sein. Kurz nach der Regierungsübernahme durch Alan García zerstörte eine Patrouille der in Huamanga stationierten Heereseinheit Lince („Luchs“) am 14. August 1985 die kleine Ortschaft Accomarca in der Provinz Vilcashuamán von Ayacucho, die sie als Operationsbasis des Leuchtenden Pfades ansah. Bewohner des Ortes wurden brutal gefoltert und teilweise bei lebendigem Leibe verbrannt. Am Ende waren nach späteren Angaben der Wahrheitskommission 62 unbewaffnete Menschen – 24 Männer, 10 Frauen, 1 Jugendlicher und 26 Kinder – tot und das Dorf ausgelöscht. Am 8. und am 13. September wurden darüber hinaus insgesamt sieben Zeugen von Soldaten ermordet. Am 13. Mai 1988 überfielen Senderistas bei Erusco einen Militärtransport und töteten vier Soldaten, darunter den Hauptmann. Am 14. Mai und den darauf folgenden Tagen ermordeten Soldaten des Heeres in Cayara, Erusco und Mayupampa in der Provinz Víctor Fajardo insgesamt 39 Menschen. Dieses Verbrechen wird unter anderem deshalb herausgestellt, weil Präsident Alan García öffentlich das Vorgehen der Armee rechtfertigte.
Die systematische Ermordung auch nur potentieller Gegner und von Augenzeugen staatlicher Verbrechen in großer Zahl wurde wie in anderen Konflikten Lateinamerikas als „schmutziger Krieg“ (guerra sucia) charakterisiert und von manchen auf Grund der staatlichen Strukturen und ihrer Unfähigkeit, Angehörige der feindlichen Guerilla zu erkennen, als „unausweichlich“ angesehen. Auf Grund der Brutalität beider Kriegsparteien gab es keine Möglichkeit für die Quechua-Bevölkerung, „neutral“ zu bleiben, und sie wurde von beiden Seiten mit Misstrauen betrachtet. Der peruanische Historiker Carlos Iván Degregori stimmte allerdings der Behauptung von Sendero Luminoso zu, „tausend Augen und tausend Ohren“ zu haben und die von ihnen ermordeten Menschen recht genau zu kennen, während die staatlichen Organe im Dunkeln tappten und eher wahllos mordeten.

## Sieg der Armee über Sendero Luminoso in Ayacucho
1990 ging der Leuchtende Pfad in seinem „Volkskrieg“ in die Phase des „Militärischen Gleichgewichts“ über, in dessen Rahmen er mehr Leistungen der Bauern forderte, während es 1989/1990 zu einer Dürre kam. Durch die zunehmende Gewalt lehnten die Quechua-Bauern den Leuchtenden Pfad immer stärker ab. Seit 1985 wurden die Aufgaben der überwiegend „weißen“ Marineinfanterie zunehmend von Einheiten des Heeres übernommen, in denen mehr indigene Rekruten aus der Region Ayacucho waren, die ihren Kriegsdienst an ihrem Heimatort verrichten durften. Gleichzeitig änderte die peruanische Armee besonders nach der Machtübernahme durch Alberto Fujimori 1990 ihre Vorgehensweise, indem sie Bauern mit (wenn auch primitiven) Gewehren bewaffnete und in s.g. Rondas die Dörfer gegen Sendero Luminoso verteidigen ließ. Anders als das Militär mischte sich der Leuchtende Pfad in jede kleinste Angelegenheit der Dorfgemeinden ein. So wurden die „nachts wandernden“ Terroristen (tuta puriq) mit dem legendären Menschenschlächter Nakaq identifiziert. Anfänglich noch vorhandene Sympathien bei den Quechua-Bauern verlor Sendero Luminoso durch seine Brutalität endgültig, so dass er gegenüber der peruanischen Armee rasch an Boden verlor. In Zeiten der extremen Gewalt war auch die protestantische Mission bei den Quechua sehr erfolgreich, was auch grausame Attentate wie das Massaker an 31 Gottesdienstteilnehmern der Pfingstlerkirche in Ccano in der Provinz La Mar im Februar 1990 oder der Mord an dem Pastor und Übersetzer der Bibel ins Chanka-Quechua, Rómulo Sauñe Quicaña, 1992 nicht verhindern konnten.

## Krieg im Tal des Apurímac, Ene und Mantaro
1989 begann Sendero Luminoso mit Operationen im Tal des Río Apurímac, Ene und Mantaro in der Provinz Satipo in der Region Junín, wo er in die Dörfer der hier lebenden Asháninkas eindrang und seine Reihen – teilweise durch Zwangsrekrutierung von Kindersoldaten – verstärkte. 1991 befanden sich nach späteren Schätzungen der Wahrheitskommission etwa 10.000 Asháninkas unter der Herrschaft bzw. in Gefangenschaft des Leuchtenden Pfades, viele davon in Lagern in den Bergen Ayacuchos. Die US-amerikanische Drogenvollzugsbehörde DEA und die Green Berets nutzten die Mission von Cutivireni im Distrikt Río Tambo der Provinz Satipo als Basis, um gegen die Maoisten zu kämpfen. Hier konzentrierten sich zeitweise 2000 Asháninkas, die vor den Angriffen des Leuchtenden Pfades geflohen waren, und einige kämpften gegen die Guerilla. Am 18. August 1993 ermordete eine Gruppe von 150 bis 300 Personen 72 Asháninkas (davon 16 Minderjährige) in mehreren Dörfern am Tsiriari in der Nähe der Sinchi-Basis von Mazamari. Bis heute konnte nicht geklärt werden, ob die Maoisten oder das Militär verantwortlich waren. Die Verluste der Asháninkas durch die Kämpfe waren hoch. Bis heute (2015) befinden sich in der Provinz Satipo Asháninkas in der Gewalt der verbliebenen Senderisten, gegen die unter anderen die Sinchis von Mazamari kämpfen.

## Aktivität von Sendero Luminoso in Lima und Gegenterror des Grupo Colina

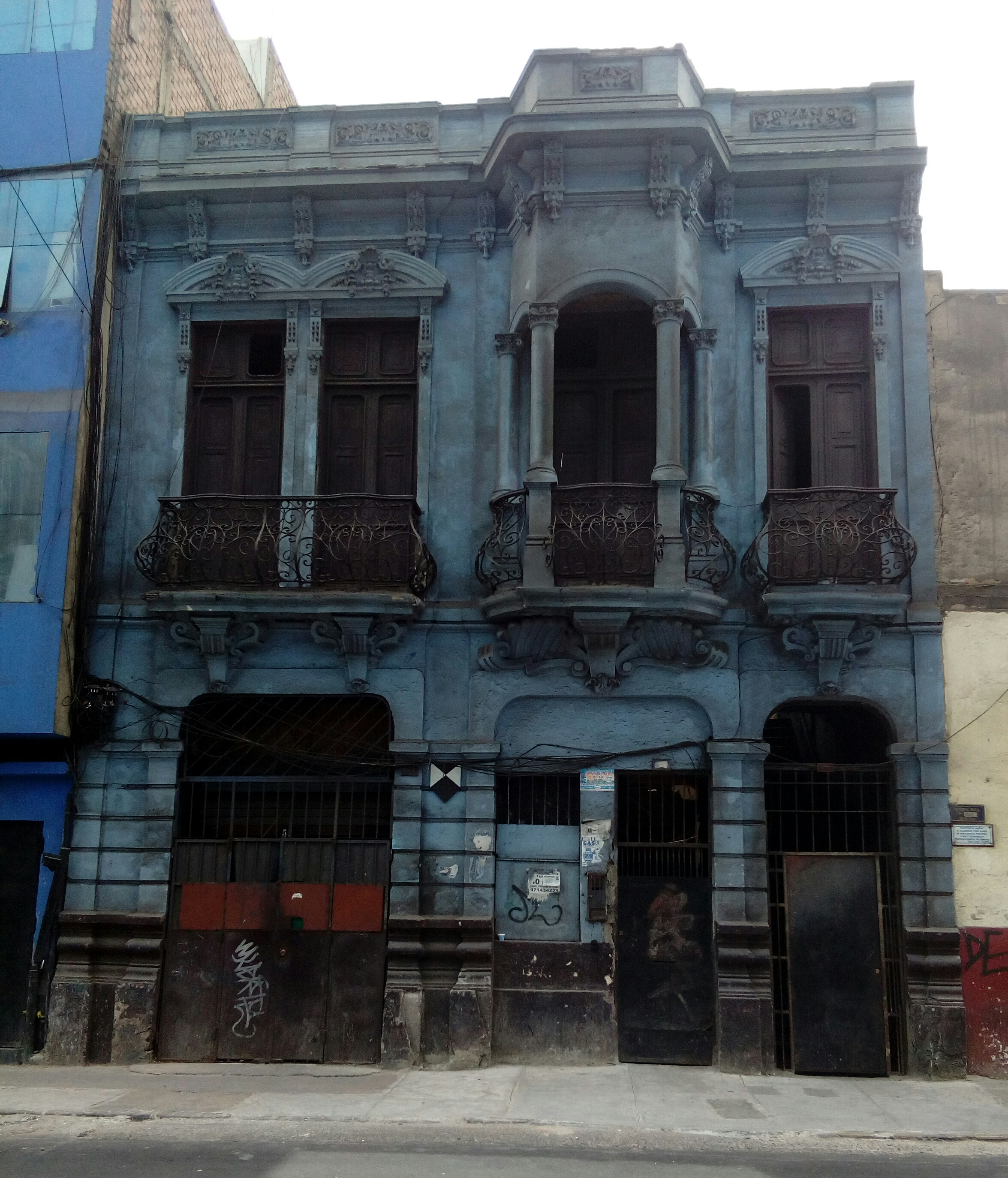
In diesem Haus in Barrios Altos (Lima) ermordete Grupo Colina 15 Personen am 3. November 1991.

Bereits in den 1980er Jahren setzte sich der Leuchtende Pfad in den Elendsvierteln von Lima fest, wo er ein dichtes Netz von Aktivisten und Informanten unterhielt, wo aber auch viele Menschen lebten, die vor der Gewalt in Ayacucho geflohen waren. Ziel seiner Anschläge wurden zunehmend linke Politiker und Angehörige sozialer Bewegungen, die sich der Doktrin der Maoisten nicht unterordnen wollten. Internationales Aufsehen erregte der Mord an der Bürgermeisterin des Armenviertels Villa El Salvador, María Elena Moyano Delgado, am 15. Februar 1992. Diesem sollte noch vier Jahre später der Mord an der Generalsekretärin der Selbstverwaltung des Vorortes Huaycán, Pascuala Rosado Cornejo, am 6. März 1996 folgen. Mit dem Attentat von Miraflores am 16. Juli 1992, bei dem durch die Explosion einer Autobombe auf einer Geschäftsstraße 25 Passanten starben, wurde jedoch erstmals die traditionelle, wohlsituierte Schicht Limas getroffen.
Unter der Präsidentschaft von Alberto Fujimori war es der „Berater des Präsidenten für Sicherheitsfragen“ und De-facto-Chef des Armee-Geheimdiensts Servicio de Inteligencia del Ejército (SIE), Vladimiro Montesinos, der Operationen des SIE und der von ihm aufgebauten Todesschwadron Grupo Colina dirigierte. Beim Massaker von La Cantuta am 18. Juli 1992 in Reaktion auf das Attentat von Miraflores verschleppte Grupo Colina neun Studenten und einen Professor der Universidad Nacional de Educación Enrique Guzmán y Valle („La Cantuta“), um sie dann zu ermorden. Beim Massaker von Barrios Altos am 3. November 1991 in der Altstadt von Lima ermordete Grupo Colina 15 Personen in einem Wohnhaus, darunter ein achtjähriges Kind, die fälschlicherweise für Sendero-Mitglieder gehalten wurden. Am 2. Mai 1992 entführte und ermordete Grupo Colina beim Massaker von Santa im Dorf Santa bei Chimbote neun Bauern und malte im Anschluss daran zur Verdeckung der Täterschaft Parolen des Leuchtenden Pfades an die Hauswände.

## Zerschlagung der Führung von Sendero Luminoso 1992 bis 1994
Mit der Verhaftung des Führers des Leuchtenden Pfades, Abimael Guzmán, am 12. September 1992 in Lima ging der zentral geführten maoistischen Guerilla schließlich das Haupt verloren. Weitere führende Köpfe von Sendero Luminoso, darunter José Arcela Chiroque („Ormeño“), Florentino Cerrón Cardozo („Marcelo“) und Jaime Zúñiga Córdova („Dalton“), wurden festgenommen bzw. getötet. In seinem „Kerngebiet“ Ayacucho war Sendero Luminoso allerdings schon seit etwa 1990 in der Defensive. Nach Erlass eines „Reuegesetzes“ (Ley de Arrepentimiento) durch die peruanische Regierung gaben bis Ende 1994 etwa 6.400 Senderistas ihre Waffen ab.

## Die Kommission für Wahrheit und Versöhnung

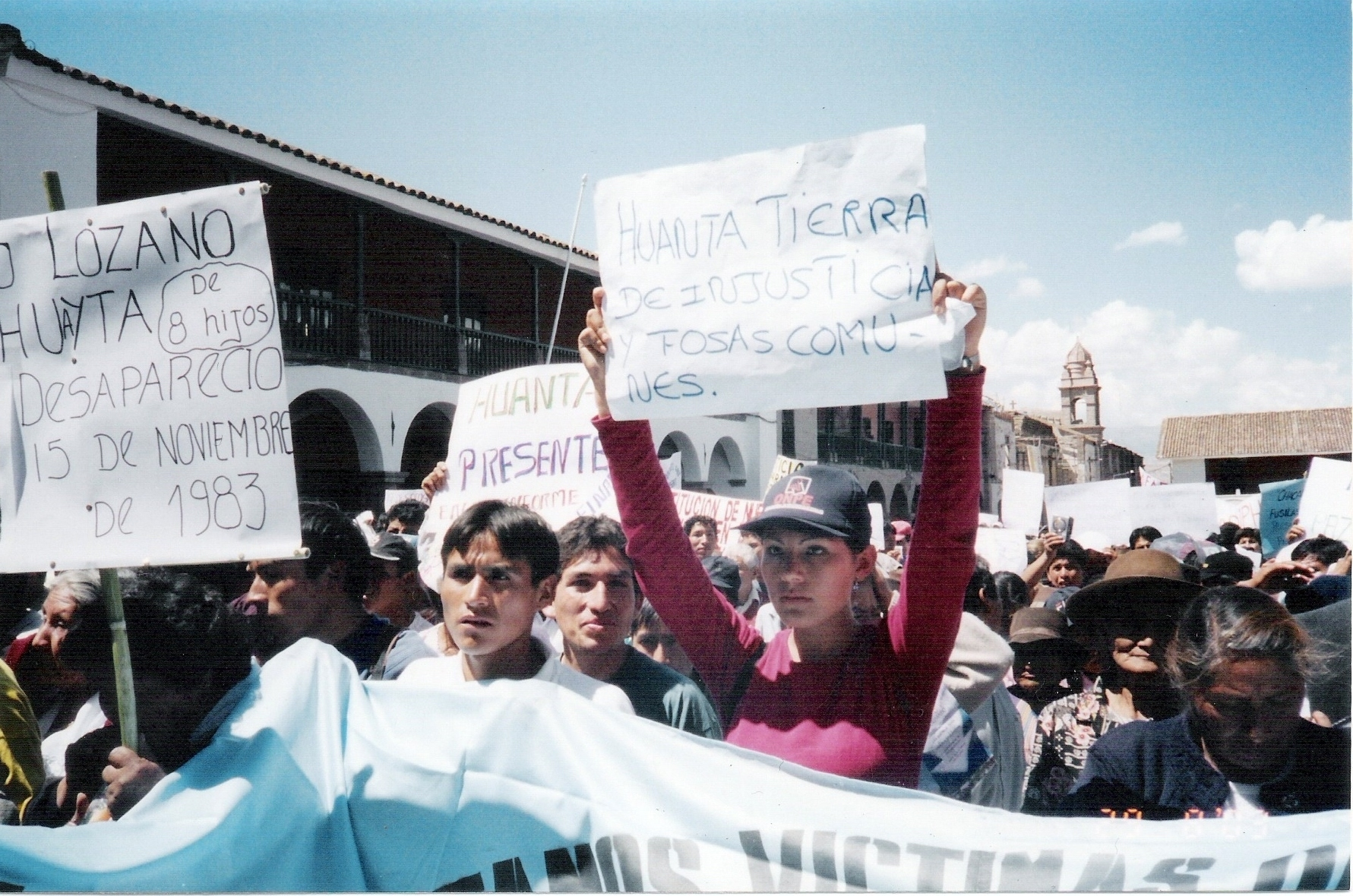
Angehörige „Verschwundener“ demonstrieren am 28. August 2003 in Lima aus Anlass des Berichts der Kommission für Wahrheit und Versöhnung

Die Kommission für Wahrheit und Versöhnung (CVR) ist eine peruanische Kommission, die sich hauptsächlich damit befasst, einen Bericht über den peruanischen bewaffneten Konflikt zwischen 1980 und 2000 zu erarbeiten. Sie wurde 2001 vom Übergangspräsidenten Valentín Paniagua geschaffen und von verschiedenen Mitgliedern der Zivilgesellschaft gebildet. Ihr Präsident war Salomón Lerner Febres, damals Rektor der Pontificia Universidad Católica del Perú.
Über ihre Forschung zur terroristischen Gewalt des Leuchtenden Pfads und des Movimiento Revolucionario Túpac Amaru (MRTA) hinaus hat sie versucht, die tieferen Wurzeln dieser Gewalt zu analysieren und hat Untersuchungen über die militärische Niederschlagung dieser terroristischen Bewegungen eingeleitet. Dazu hat sie Zeugenaussagen von 16.985 Personen gesammelt und 21 öffentliche Gerichtssitzungen mit den Opfern der Gewalt organisiert, bei denen 9.500 Personen teilnahmen. Der Abschlussbericht der Kommission wurde am 28. August 2003 vor dem peruanischen Präsidenten Alejandro Toledo veröffentlicht.

## Die Opfer des Konflikts

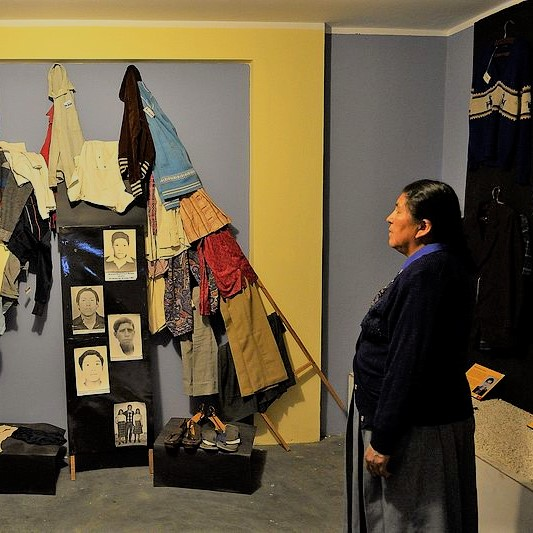
Angélica Mendoza steht vor Bildern von Opfern des Konflikts, 2017

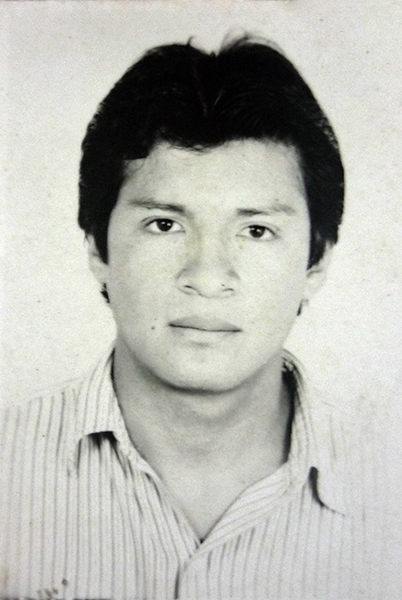
Der Student Kenneth Anzualdo Castro, verschleppt am 16. Dezember 1993 und anschließend ermordet

Laut Abschlussbericht der Kommission forderte der Konflikt einschließlich „Verschwundenen“ knapp 70.000 Todesopfer, von denen 23.969 durch die Kommission namentlich registriert wurden. Von diesen seien 54 % von Sendero Luminoso, 28 % vom peruanischen Militär, 13 % von paramilitärischen Gruppen und 1,5 % vom Movimiento Revolucionario Túpac Amaru zu verantworten.
Die große Mehrheit der Ermordeten gehörte sozial benachteiligten Gruppen an. 79 % der registrierten Todesopfer stammten aus ländlichen Gegenden, 40 % allein aus der Region Ayacucho. Über 80 % der Opfer waren männlich, meist durch gezielte Hinrichtungen getötet, während die Mehrheit der getöteten Frauen bei großen Massakern ums Leben kam. 75 % der Opfer sprachen eine indigene Sprache als Muttersprache, meist Quechua oder Asháninka. Die beiden Quechua-Familiennamen Quispe (Qispi „Frei“) und Huaman (Waman „Falke“) waren die häufigsten unter den registrierten Opfern. Von insgesamt etwa 55.000 Asháninka in Junín kamen nach Einschätzung der Kommission rund 6000 ums Leben, etwa 10.000 wurden innerhalb des Regenwaldgebietes des Ene, Tambo und Perené vertrieben und etwa 5000 in Lagern von Sendero Luminoso in den Anden gefangen gehalten. Zahlreiche Quechua-Dörfer insbesondere in Ayacucho wurden ausgelöscht, in Junín verschwanden 30 bis 40 Asháninka-Dörfer von der Landkarte.
Opfer zielgerichteter Mordanschläge sowohl rechter Todesschwadronen als auch des Leuchtenden Pfades waren gerade Persönlichkeiten, die sich öffentlich für den Frieden und die Menschenrechte einsetzten. Dabei verschonten die Maoisten linke Politiker und Aktivisten keineswegs. Nachdem der für die Izquierda Unida (Vereinigte Linke) gewählte kommunistische Bürgermeister der Großstadt Huamanga (Ayacucho) Fermín Azparrent Taipe vier Mordanschläge der Maoisten und drei Anschläge der Todesschwadron Rodrigo Franco überlebt hatte, ermordete ihn am 19. September 1989 ein Mordkommando des Leuchtenden Pfades. Die Aufforderung, das Amt des Bürgermeisters nicht anzunehmen bzw. zurückzutreten, hatte er kurz zuvor mit den Worten abgelehnt: „Als Kommunist bin ich geboren und als Kommunist will ich sterben.“
Laut Einschätzung der Kommission ist das mangelnde Interesse der Medien und der öffentlichen Meinung in Peru am Schicksal tausender ermordeter Indigener in den Anden und im Amazonasgebiet, das erst mit der Ausdehnung des Konflikts auf die ökonomischen Zentren anstieg, wie auch die Rechtfertigung staatlicher Gewalt gegen dieselben Ausdruck eines anhaltenden tief verwurzelten Rassismus in der peruanischen Gesellschaft.

## Beschleunigter Rückgang des Gebrauchs der indigenen Sprache und Unterdrückung indigener Identität

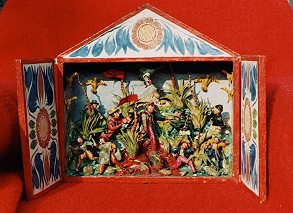
Sendero Luminoso, peruanisches Retablo, Ayacucho

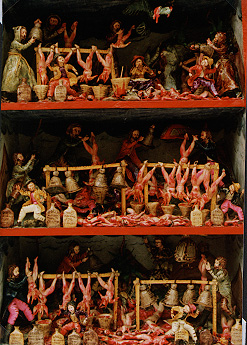
Pistaku, peruanisches Retablo, Ayacucho

Die durch den bewaffneten Konflikt bedingten Verluste an Menschenleben, Traumatisierungen und erzwungenen Migrationen haben zu einem beschleunigten Rückgang der indigenen Sprachen in den betroffenen Regionen, also insbesondere des Quechua, geführt. Es gibt Belege, nach denen die Führung des Leuchtenden Pfades nicht nur durch ihre realen Grausamkeiten, sondern auch programmatisch keine Achtung für die indigenen Kulturen zeigte. So wird Abimael Guzmán zitiert, dass nach einem Sieg der Revolution nur noch eine Sprache in Peru, das Spanische, gesprochen werde und die indigenen „Dialekte“ verboten würden.
Die herrschende Meinung in Lima, aber selbst in Huamanga (Ayacucho) brachte dagegen quechuasprachigen Ayacuchanos ein tiefes Misstrauen als potenzielle „Terroristen“ entgegen. Sehr viele Menschen flohen aus dem ländlichen Raum von Ayacucho nach Lima, um der Gewalt zu entkommen. Ein langfristiges Forschungsprojekt zur Zweisprachigkeit im Stadtteil San Juan Bautista in Huamanga kommt zu dem Ergebnis, dass die Weitergabe des Chanka-Quechua an die nächste Generation insbesondere bei den Migranten nach Lima, aber auch bei den in der Stadt Huamanga Verbliebenen abgerissen ist und die Kinder nur noch mit Spanisch aufgewachsen sind. Im Jahre 2014 sei zwar das Quechua nicht mehr stigmatisiert und Zweisprachigkeit werde positiv gesehen – wobei die Quechua-Varietät Chanka in Ayacucho das höchste Ansehen genieße –, was sich im allgemein verbreiteten Wunsch junger Studierender äußere, eigene Quechua-Kenntnisse zu verbessern und generell das Quechua zu fördern, doch fehlten den Kindern im untersuchten Stadtviertel die Sprachkenntnisse. An einer Schule im ländlichen Oqlo herrschte bei den Kindern dagegen Zweisprachigkeit vor. 2013 gab es im zur Stadt bzw. Provinz Huamanga/Ayacucho gehörenden Distrikt Ayacucho 110 Schulen mit Quechua als vorgesehener Zweitsprache und nur 22 mit Quechua als Erstsprache, was die Sprachverhältnisse im urbanen Zentrum mit der Muttersprache Spanisch widerspiegelt. Eine Untersuchung der englischen Linguistin Rosaleen Howard (2004) im ländlich geprägten Tantamayo in der Provinz Huamalíes in der Region Huánuco nennt ebenfalls die Gewalt durch den bewaffneten Konflikt und die folgende Migration in die Städte als wesentlichen Faktor für den rapiden Wechsel vom Quechua zum Spanischen als Alltagssprache, wobei das hier gesprochene Huamalíes-Quechua, eine Untervariante des Ancash-Quechua (Conchucos), nach wie vor ein sehr schlechtes Prestige habe.
Anders als in Bolivien und Ecuador gab es in Peru in den 1980er und 1990er Jahren keinerlei Bewegung der Indigenen; in der Zeit des bewaffneten Konflikts ließen das politische Klima der Angst und der Kampf ums nackte Überleben dies nicht zu. Die Migranten in die Städte, insbesondere nach Lima, gaben in der Regel ihre indigene Identität und Sprache auf. In Widerspruch hierzu stellt der Pariser Linguist César Itier 2016 allerdings fest, dass die massive Einwanderung in Folge des bewaffneten Konflikts aus der Region Ayacucho nach Lima auf Grund der besseren Publikationsmöglichkeiten in der Hauptstadt wahrscheinlich entscheidend dazu geführt habe, dass die meisten literarischen Quechua-Texte in den letzten 30 Jahren eben gerade auf Chanka-Quechua und dabei oft genau zu diesem Thema entstanden seien.

## Organisation und politisches Engagement Betroffener

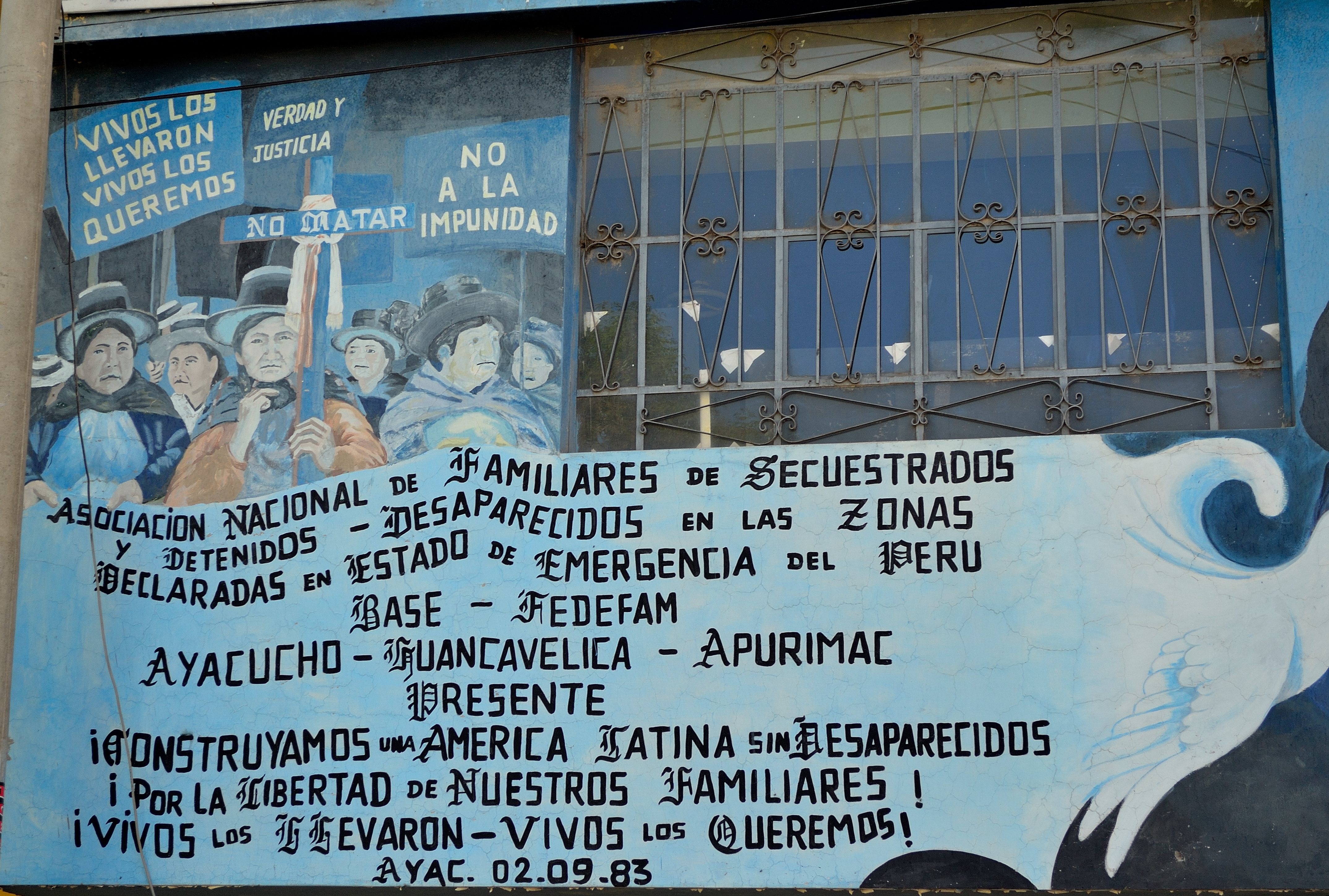
Bemalung des Hauses von ANFASEP: Demonstrierende Mütter „Verschwundener“, in der Mitte Angélica Mendoza mit ihrem Kreuz

1983 gründeten Angehörige Verschleppter und „Verschwundener“ die Organisation ANFASEP (Asociación Nacional de Familiares de Secuestrados, Detenidos y Desaparecidos del Perú), der mehrheitlich Frauen angehören, insbesondere aus der Region Ayacucho. Erste und langjährige Vorsitzende wurde Angélica Mendoza Almeida (1929–2017), deren Sohn Arquímedes Ascarza Mendoza im Juli 1983 von Sicherheitskräften verschleppt und „verschwundengelassen“ wurde. Primäres Ziel der Organisation war und ist das Auffinden der entführten Familienangehörigen. Darüber hinaus setzt sich die Organisation ein für die juristische Ausarbeitung, die Erinnerungsarbeit, Entschädigung für Hinterbliebene und somit nach eigener Aussage für die Verteidigung der Menschenrechte und die Erfüllung der Empfehlungen der Kommission für Wahrheit und Versöhnung.
Anders als im Falle zahlreicher Massaker durch die Armee erhielten die Hinterbliebenen des von Sendero Luminoso begangenen Massakers von Lucanamarca eine Entschädigung zugesprochen. Abimael Guzmán wurde am 13. Oktober 2006 gleichzeitig zu einer lebenslangen Haftstrafe und zu einer Entschädigung von 3,7 Millionen Soles verurteilt.

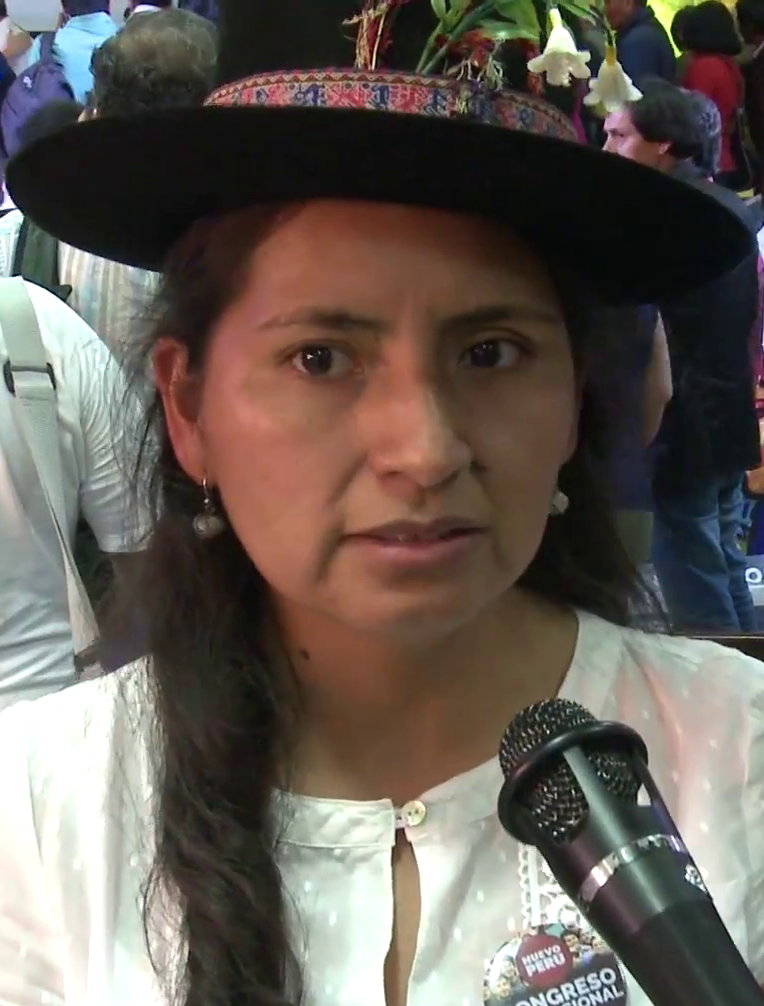
Die Menschenrechtlerin und Politikerin Tania Pariona Tarqui aus Cayara, wo Soldaten des Heeres 39 Menschen am 14. Mai 1988 ermordeten, Bild von 2017

Eine weitere Organisation, in der sich in den Zeiten des bewaffneten Konflikts vorwiegend Frauen mit ethnischem Quechua- und Asháninka-Hintergrund in der Stadt Huamanga/Ayacucho zusammenschlossen, ist der sich als indigen verstehende, von Tarcila Rivera Zea ins Leben gerufene Verein Chirapaq („Regenbogen“ oder auch „Regen von Sternschnuppen“) und die mit ihm verbundene Jugendorganisation Ñuqanchik („Wir“), die sich unter anderem in der Unterstützung Hungernder und Verfolgter engagierten und heute mit der Herausbildung einer positiven Quechua-Identität bei einem Teil der städtischen Jugend von Ayacucho in Zusammenhang gebracht werden.
Mit dem Chirapaq-Mitglied Tania Pariona Tarqui (* 1984) aus Cayara (Region Ayacucho), wo eines der größten Massaker durch die Armee stattfand, und Indira Huilca Flores (* 1988) aus Lima, Tochter des von der Todesschwadron Grupo Colina ermordeten Gewerkschaftsführers Pedro Huilca Tecse, saßen in der Fraktion des Linksbündnisses Frente Amplio im Kongress der Republik Peru ab 2016 zwei Angehörige von Todesopfern des bewaffneten Konflikts. Beide legten bei der Mandatsübernahme als Abgeordnete im peruanischen Kongress 2016 ihren Eid mit Bezug auf die Opfer des Konflikts ab, wobei Pariona beschwor, es dürfe nie wieder Terror geben, weder subversiven noch staatlichen, während Huilca den Schwur für ihren Vater und andere Opfer der Fujimori-Diktatur aussprach. Pariona, die ihre Identität als Quechua betont, beschwor darüber hinaus auf Chanka-Quechua das Streben nach dem „Guten Leben“ (allin kawsayninta maskaspa) der Quechua und der anderen indigenen Völker. Die Äußerungen und Forderungen dieser Abgeordneten nach juristischer Aufarbeitung und Entschädigung riefen bei einigen politischen Gegnern heftige Reaktionen hervor. So wurde Tania Pariona auf einer Veranstaltung von Terroropfern im September 2016, 24 Jahre nach Gefangennahme des Sendero-Führers Abimael Guzmán von Angehörigen der politischen Rechten niedergebrüllt. Pariona macht sich beim Thema der sexuellen Gewalt im bewaffneten Konflikt unter anderem dafür stark, dass nicht nur Vergewaltigungsopfer, sondern auch Frauen, die in anderer Weise sexuell misshandelt wurden, Entschädigungen erhalten.

## Literarische Verarbeitung

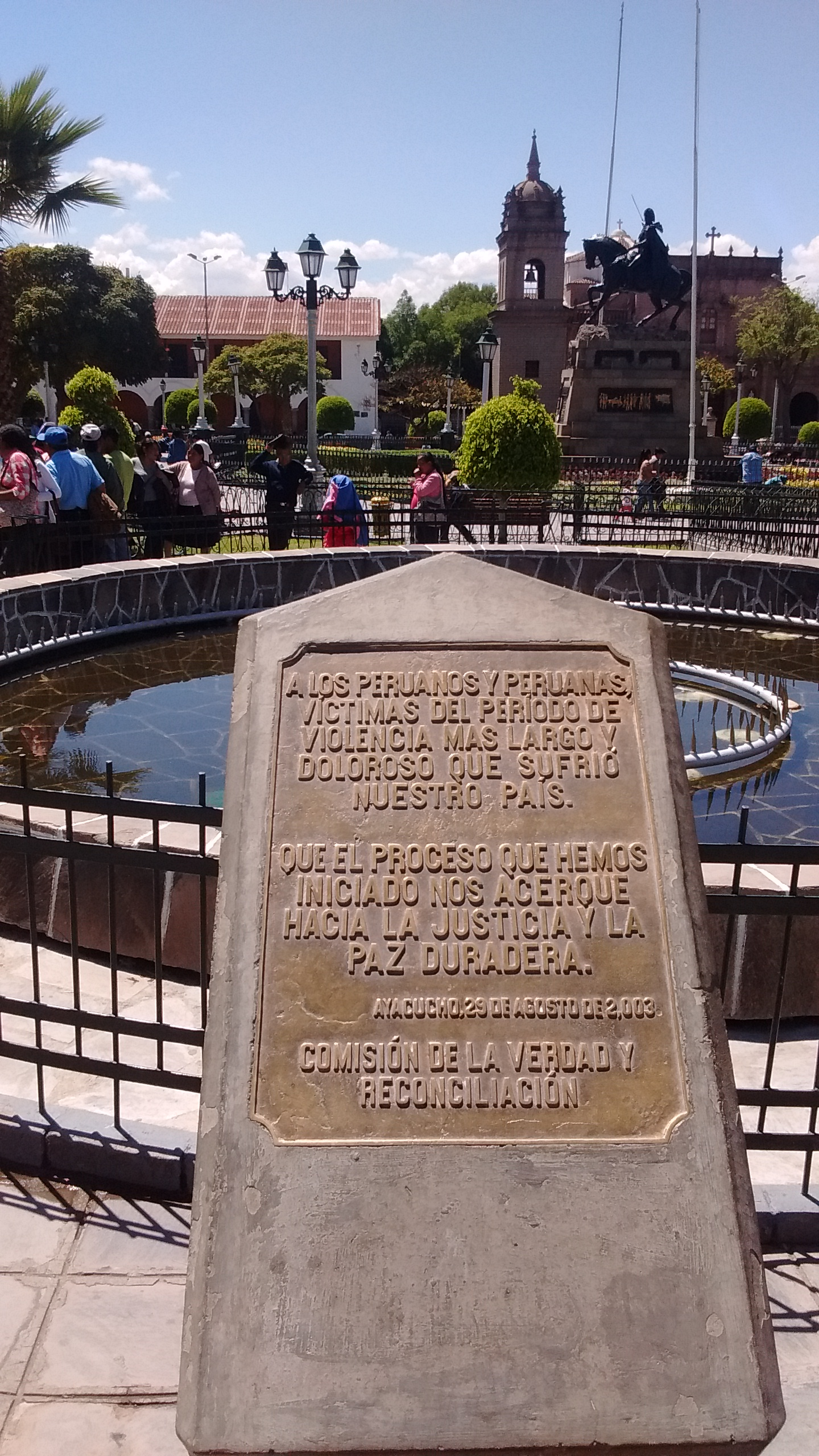
Gedenkstein der Kommission für Wahrheit und Versöhnung in Ayacucho

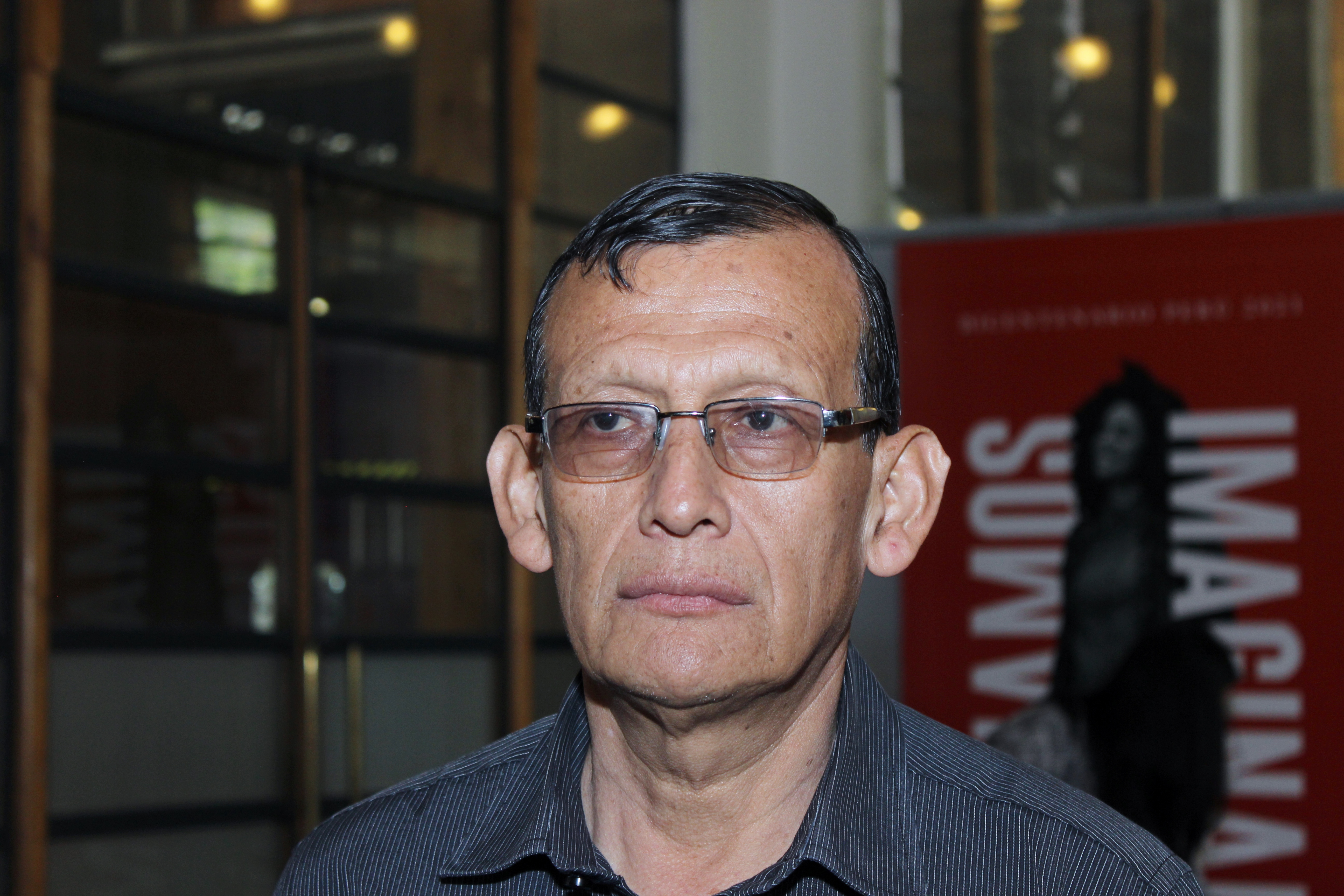
Pablo Landeo Muñoz, Autor des Quechua-Romans Aqupampa, 2018

Mit den traumatischen Ereignissen des bewaffneten Konflikts, den tiefgreifendsten seit der Unabhängigkeit Perus, haben sich mehrere Autoren Perus auseinandergesetzt. Santiago Roncagliolo beschreibt in seinem 2006 erschienenen Roman Abril rojo (deutsch 2008 Roter April) die Abgründe, die sich vor dem Protagonisten auftun, der in Ayacucho im Jahr 2000 in der Zeit der Wiederwahl Alberto Fujimoris der Erforschung unaufgeklärter Verbrechen nachgeht und dabei Peru als ein Land des moralischen Verfalls erlebt, das er nicht gekannt hatte. Alonso Cueto erzählt im Roman La hora azul von 2005 (deutsch 2007 Die blaue Stunde) die Geschichte eines Anwalts, der auf der Suche nach einer Frau ist, die von seinem Vater im Bürgerkrieg vergewaltigt wurde. Auf diese Weise gewinnt er erst einen Bezug zu den Marginalisierten Perus, denen er zwar auch vorher immer wieder begegnet war, die er jedoch nicht gekannt hatte. In seinem 2011 erschienenen Roman La noche y sus aullidos („Die Nacht und ihr Heulen“) erzählt Sócrates Zuzunaga Huaita über den bewaffneten Konflikt aus der Perspektive der Menschen von Ayacucho, die sich mitten im Krieg befinden. Als einer der ersten setzte sich Dante Castro Arrasco aus Callao bereits 1987 mit dem „schmutzigen Krieg“ in seiner Erzählung Tiempo de dolor („Zeit des Schmerzes“) auseinander, die von Washington Córdova Huamán aus der Region Apurímac als Ñakay Pacha (2007) auch ins Quechua übersetzt wurde. Intensiv setzte sich auch die Übersetzerin der Aussagen der Überlebenden und Hinterbliebenen aus dem Quechua ins Spanische für die Kommission für Wahrheit und Versöhnung, Alida Castañeda Guerra, in ihren Essays und Gedichten, teilweise zweisprachig auf Spanisch und Cusco-Quechua, mit den selbst erlebten Grausamkeiten während des Konflikts auseinander.
Aus der Sicht der am schlimmsten Betroffenen des Konflikts, der Quechua-Bevölkerung Ayacuchos, gibt es auch Beiträge zur Quechua-Literatur, überwiegend auf Chanka-Quechua, wie es in der am schwersten getroffenen Region gesprochen wird. Der zuvor vor allem als Folklore-Musiker Ayacuchos bekannte Carlos Falconí Aramburú vom Trío Ayacucho verfasste mehrere lyrische Texte im traditionellen Stil des Waynu, welche die Situation der von beiden Kriegsparteien misshandelten und hingemordeten Indigenen realistisch und deutlich beschreiben, jeweils zum Ende hin aber auch die Hoffnung auf eine bessere Zukunft ausdrücken. Diese Texte – am bekanntesten unter anderem Ofrenda (1982), Viva la patria (1986), Tierra que duele (1987) und Justicia punkupi suyasaq (2002, „In der Tür des Justizgebäudes werde ich warten“) – sind trotz ihrer spanischen Titel ganz oder überwiegend auf Quechua formuliert. Ein Teil dieser Texte wurde unter anderem auch von dem Musiker Manuelcha Prado gesungen. Nach Einschätzung des US-amerikanischen Musikwissenschaftlers Jonathan Ritter (2012) begründete Falconí hiermit einen eigenen Stil von „Zeugnisliedern“ bzw. „Erinnerungsliedern“ (canciones testimoniales) oder „Sozialen Liedern von Ayacucho“ (canciones sociales ayacuchanas), die eine direkte Äußerung aus der Perspektive der Opfer des Konflikts waren und einen dringend benötigten Raum für den Protest boten. Am 29. August 2003 trat Carlos Falconí wieder öffentlich mit dem Lied Ofrenda auf, als die Wahrheitskommission in Lima ihren abschließenden Bericht veröffentlicht hatte. Überschattet war die Vorstellung allerdings von Demonstrationen und Medienkampagnen, die gegen die Arbeit der Wahrheitskommission gerichtet waren und die erfolgte staatliche Gewalt im bewaffneten Konflikt rechtfertigten. Noch in den 2010er Jahren erreichte der peruanische Liedermacher Ciro Gálvez mit Videoclips mit den Liedern Kutisaq / Volveré, Pim wañuchiwachkanchik / Quién nos está matando und Iskay pishtaku chawpimpi / Entre dos fuegos, die sich mit der Zeit des bewaffneten Konfliktes in Peru auseinandersetzen, auf Facebook hohe Besucherzahlen.
Pablo Landeo Muñoz beschreibt in seinem 2016 herausgekommenen Roman Aqupampa die Lebenssituation der quechuasprachigen Landbevölkerung, die wegen des Krieges in die Stadt Lima gezogen ist. Durch seine im städtischen Umfeld angesiedelte Geschichte betritt er mit der Literatursprache Quechua Neuland. Obwohl er früher auch einiges auf Spanisch schrieb, wünscht er für diesen Roman – zumindest vorerst – keine Übersetzung, um die Auseinandersetzung mit dem Thema in der Sprache seiner Heimatregion, der Sprache der Betroffenen des Konflikts, zu ermöglichen und das Quechua als Literatursprache zu festigen.

## Der Konflikt Anfang des 21. Jahrhunderts
Seit der Gefangennahme Guzmáns 1992, ist die Zahl der Mitglieder des Leuchtende Pfades erheblich zurückgegangen. Er führt in Lima keine Operationen mehr durch und konnte nur sporadische Attacken geringen Ausmaßes durchführen. Dennoch greift er weiterhin Mitglieder peruanischer Sicherheitskräfte an. Beispielsweise hat am 9. Juni 2003 eine Gruppe die sich zum Leuchtenden Pfad bekannte ein Lager in der Region Ayacucho angegriffen und 68 Mitarbeiter der argentinischen Firma Techint und drei Polizeiwächter, die bei einem Gasinfrastrukturprojekt arbeiteten, als Geiseln genommen. Laut dem peruanischen Innenministerium verlangten die Geiselnehmer für eine Befreiung der Geiseln ein hohes Lösegeld. Zwei Tage, nach einer schnellen militärischen Reaktion, ließen sie die Geiseln frei. Es wird gemunkelt, dass die Firma das verlangte Lösegeld bezahlt hat.
Zum 27. Jahrestag der ersten Attacke des Leuchtenden Pfads auf den peruanischen Staat explodierte eine selbstgebaute Bombe auf einem Markt in der Stadt Juliaca, die 7 Personen tötete und weitere 58 verletzte. Die peruanischen Behörden vermuten, dass der Leuchtende Pfad für diese Explosion verantwortlich ist.
Im Oktober 2008 griff der leuchtende Pfad in der Provinz Huancavelica mit Sprengstoff und Maschinenpistolen bewaffnet einen militärischen und zivilen Konvoi aus dem Hinterhalt an, was seine Fähigkeit, einfache Ziele anzugreifen und ihnen große Schäden zuzufügen, beweist. Die Bilanz des Angriffs waren 12 getötete Soldaten und 7 getötete Zivilisten.
Am 9. April 2009 hat der Leuchtende Pfad nach Angaben des peruanischen Verteidigungsministers Antero Flores-Aráoz 13 peruanische Soldaten in den Tälern der Flüsse Río Apurímac und Río Ene in der Provinz Ayacucho aus dem Hinterhalt angegriffen und getötet.
Am 3. September 2009 schoss die Guerilla einen Helikopter des peruanischen Militärs ab, wobei zwei Angehörige des Militärs getötet wurden und ein dritter verletzt wurde. Der Helikopter versuchte, drei in einem Hinterhalt verletzten Soldaten zurückzubringen und wurde nach Angaben des peruanischen Verteidigungsministers Rafael Rey möglicherweise von einer Rakete die von einer Raketenabschussrampe aus gestartet wurde getroffen.
Am 13. Oktober 2006 wurde Abimael Guzmán wegen Terrorismus zu einer lebenslangen Haftstrafe verurteilt.
Einige Jahre wurde der Leuchtende Pfad von Florindo Eleuterio Flores Hala („Genosse Artemio“) geführt, der allerdings am 11. Februar 2012 gefangen genommen wurde. Um den peruanischen Staat zu zerschlagen und ihn durch einen kommunistischen Staat zu ersetzen, führte Sendero Luminoso immer wieder Angriffe durch. Kurzfristige Ziele waren die Freilassung von Gefangenen – Anhängern und Mitgliedern des Leuchtenden Pfades – und Verhandlung über das Ende des Krieges. Diese Forderungen wurden bei mehreren Video-Erklärungen Artemios gestellt.
Im August 2013 wurden nach Regierungsangaben zwei Kommandeure des Leuchtenden Pfades, Orlando Borda Casafranca und Martín Quispe Palomino, durch eine Einheit der Regierungsarmee in der Umgebung von Llochegua in der Region Ayacucho getötet.
Die im Koka-Anbaugebiet der Flüsse Apurímac, Ene und Mantaro in der Provinz Satipo von Junín aktive Guerilla-Gruppe von Sendero Luminoso hält nach wie vor (Stand: 2015) viele Menschen, insbesondere Asháninka, als Zwangsarbeiter gefangen. Regierungstruppen befreiten am 27. Juli 2015 aus einem Arbeitslager der Senderisten 26 Kinder, zehn Frauen und drei Männer, eine Woche später weitere acht Erwachsene und sieben Kinder. Diese Sendero-Gruppe untersteht allerdings nicht mehr der alten Parteiführung.